# Sławomir Miklaszewski
Sławomir Miklaszewski (* 11. November 1874 in Augustów; † 5. Januar 1949 in Starachowice) war ein polnischer Bodenkundler. Er war Professor am Polytechnikum in Warschau.

## Leben
Miklaszewski studierte an der Universität Warschau (Kandidatenabschluss 1899). Er richtete eine Abteilung Bodenkunde am Industrie- und Handelsmuseum ein und lehrte 1906 bis 1919 an der heutigen Landwirtschaftlichen Hochschule in Warschau. 1919 wurde er Professor am Polytechnikum.
Von ihm stammt eine Bodenkarte im Maßstab 1:1.500.000 von Polen (1909) und eine solche von Litauen.
Er war auch als Bodenkundler in Skandinavien, Ungarn, Italien, Spanien und Nordafrika (Sahara) tätig. Miklaszewski war ein international angesehener Bodenkundler und Mitglied des Hauptkomitees der Internationalen Bodenkundlichen Gesellschaft (IBG), die er auch mit gründete. 1948 war er Ehrenvorsitzender des Internationalen Bodenkundlichen Kongresses in Amsterdam.
Er führte den Begriff Rendzina in die internationale bodenkundliche Nomenklatur ein.

## Schriften
- Gleby Polski, 3. Auflage 1930 (Die Böden Polens)
- Powstawanie i kształtowanie się gleb 1922 (Entstehung und Entwicklung von Böden)